# Blaue Linien auf transparenter Haut
 Blaue Linien auf transparenter Haut (jap. 限りなく透明に近いブルー, Kagirinaku tōmei ni chikai burū [= Blue]) ist ein Roman von Ryū Murakami. Er erschien erstmals 1976 auf Japanisch, 1987 auch in deutscher Übersetzung im Rowohlt Verlag.

## Inhalt
Der Ich-Erzähler Ryū und seine Freundin Lilly sind Studierende im Japan der frühen 1970er Jahre. Sie wohnen in Fussa im Norden Tōkyōs, wo sich die Yokota Air Base der US-Streitkräfte befindet. Gemeinsam mit ihren Freunden Kei, Moko, Reiko, Okinawa, Yoshiyama, Kazuo und den GIs Oscar und Jackson feiern sie regelmäßig wilde Sex-Orgien, auf denen auch harte Drogen und zeitgenössische Rockmusik konsumiert und alle möglichen sexuellen Stellungen ausprobiert werden.
Nach der letzten Orgie mit den amerikanischen GIs halluziniert Ryū, noch voller Drogen, wie er mit Lilly eine Autofahrt macht und Lillys Hand am Steuer wahrnimmt, mit ihrer fast durchsichtigen, von feinen blauen Linien durchzogenen Haut. In ihrer Wohnung sucht die Polizei Ryū und seine Freunde wegen Ruhestörung auf, doch die Polizisten bemderken das Marihuana in der Wohnung nicht und Reiko scheint sich bei der anschließenden Vernehmung mit einem jüngeren Polizisten, der Led-Zeppelin-Fan ist, gut zu unterhalten. Nach einer schweigsamen Bahnfahrt in die Stadt verschaffen sie sich Zutritt zu einem Open-Air-Rockkonzert im Hibiya-Park. Dort trifft Ryū seinen alten Freund, genannt „Male“, der ihn an Meg erinnert und erzählt, dass Megs Rock am Gasherd Feuer gefangen und sie dadurch fast verbrannt habe. Megs Kaninchen, das sie vom Tausch ihrer Omega-Armbanduhr erworben hat, ließ Male später schlachten um es mit Ketchup angerichtet zu essen. Male bekennt Ryū gegenüber, dass er nicht so enden wolle wie Meg, sein unstetes Leben satt habe und zurück aufs Land zu normalen Verhältnissen zurückwolle. Als Ryū und seine Freunde das Konzert verlassen, verletzt Yoshiyama einen Ordner, der zuvor Kazuo krankenhausreif geprügelt hatte als dieser über den Zaun klettern wollte.
Wieder zurück ist Yoshiyama wütend über Kei, da diese am Abend nicht zurückgekommen, sondern bei Kazuo gewesen sei. Okinawa war derweil mit Reiko in einem billigen Hotel. Moko ist unzufrieden mit der jetzigen Art zu leben und sagt, sie würde im Zweifel weg heiraten gehen. Im Rausch tritt Yoshiyama seiner Freundin Kei so fest in den Bauch, dass Ryū dazwischen geht. Yoshiyama bereut seine Tat, weint und versucht sich durch einen Schnitt ins Handgelenk umzubringen, weshalb er blutüberströmt in ein Krankenhaus eingeliefert wird.
Unterdessen merkt man den restlichen Figuren ihre Perspektivlosigkeit an, sie konsumieren gelangweilt Drogen, während ein Film über van Gogh im Fernsehen läuft, in dem dieser sich das Ohr abschneidet. Yoshiyama erzählt, er ginge nach Indien, und bietet Kei an mitzukommen, die aber nicht antwortet. Reiko sagt, sie wolle so weitermachen wie bisher und vielleicht zu Jackson gehen.
Nachdem alle weg sind, bleibt nur Lilly zurück und Ryū halluziniert, schaut zurück auf sein Leben, fühlt sich von einem riesigen imaginären Vogel bedroht. Lilly versteht ihn nicht und fährt schließlich weg. Wieder sieht er ein fast unbegrenzt durchsichtiges Blau. Vier Jahre später schreibt Ryū Lilly einen Brief, in dem er sie bittet sich zu melden, wenn sie diese Erzählung gelesen habe. Er hat von ihr seitdem nichts mehr gehört, vermutet sogar, sie könne inzwischen verheiratet sein. Zum Schluss beteuert er, sich in den letzten vier Jahren nicht geändert zu haben.

## Film
Murakami adaptierte seinen Roman auch als Kinofilm, bei dem er das Drehbuch schrieb und Regie führte. Dieser wurde von Kitty Film produziert und durch Tōhō am 3. März 1979 in die japanischen Kinos gebracht. Ryū wurde von Kunihiko Mitamura gespielt dessen Schauspieldebüt der Film darstellte und Lilly wurde durch Mari Nakayama dargestellt.

## Kritik
„Murakami schafft es allerdings, diesem Panorama der Destruktivität eine einzigartige Schönheit zu verleihen. Es sind nur ein paar Abschnitte, hier und dort eingestreut zwischen hyper-plastischen Beschreibungen brutaler Sex-Orgien zwischen den Jugendlichen und amerikanischen Soldaten oder alptraumhafter Szenen auf einem Konzert-Klo, wo die Gruppe – vollkommen zugedröhnt mit Tabletten – einen Wachmann fast zu Tode prügelt. Doch mit jenen Einschüben schafft es der Autor, seinen Charakteren eine Dimension und Tiefe zu verleihen, die über ihrer beschriebenen Handlungen hinausweist.“

## Preise
Ryū Murakami wurde 1976 mit dem Akutagawa-Preis für Blaue Linien auf transparenter Haut ausgezeichnet.